# 土居秀士
土居 秀士（どい しゅうじ、1997年12月12日 - ）は日本のシンガーソングライターである。アーティストとしてはSHUJI DOI名義で活動している。

## 略歴

### 学生時代
高校時代にバンド活動を開始し、九州朝日放送のV3 (音楽番組)の企画、「V3新人オーディション　20th」のファイナル審査進出。
テレビ西日本のHKT48のごぼてん!のコーナー出演。

### 男劇団 青山表参道X時代
2017年、福岡スクールオブミュージック&ダンス専門学校在学中、男劇団 青山表参道Xに加入。
2018年、男劇団 青山表参道X旗揚げ公演『SHIRO TORA～beyond the time～』出演。
2018年、男劇団 青山表参道X 1st Fan Event X’masParty 出演。
2018年、男劇団 青山表参道X 2nd Fan Event～ファンクラブ結成記念！ここから盛り上がっていくぞー！～出演。
2018年、男劇団 青山表参道X 3rd Fan Event ～Happy White Day 2018～ 出演。
2018年、男劇団 青山表参道X コラボレーションカフェ出演。
2018年、男劇団 青山表参道X 4th Fan Event～1周年記念！大人も子供もO-AOX’mas Party～出演。 
2019年、男劇団 青山表参道X 5th Fan Event ～2周年記念！今年は僕たちがサンタクロースだ！～ 出演。
2019年12月24日のクリスマスイベントの日をもって脱退。

### SDE時代
2021年に自ら、株式会社SD ENTERTAINMENTを設立し、SHUJI DOIとして本格的に歌手活動を開始。

## ディスコグラフィー

### 配信シングル
| 発売日         | タイトル      | 作詞      | 作曲               | 編曲              |
| -------------- | ------------- | --------- | ------------------ | ----------------- |
| 2021年9月25日  | Shalila       | SHUJI DOI | SHUJI DOI/栗原快周 | 伊禮秀斗/久保佑太 |
| 2022年1月24日  | 24/7          | SHUJI DOI | SHUJI DOI/姫野博行 | 姫野博行          |
| 2022年7月18日  | Warm Song     | SHUJI DOI | SHUJI DOI/姫野博行 | 姫野博行          |
| 2022年12月23日 | Ride on TOKIO | SHUJI DOI | SHUJI DOI/姫野博行 | 姫野博行          |
| 2023年7月26日  | Borderline    | SHUJI DOI | SHUJI DOI/栗原快周 | 伊禮秀斗/久保佑太 |
| 2023年10月27日 | Tiny girl     | SHUJI DOI | SHUJI DOI/栗原快周 |                   |

## 出演

### ラジオ番組

#### レギュラー番組
- SHUJI DOIのライドオントキオ（ラジオふちゅーず、2023年7月3日 -2023年10月30日 ） - レギュラー

### 舞台
2018年、男劇団 青山表参道X旗揚げ公演『SHIRO TORA～beyond the time～』出演。
2023年、劇団 狼煙組主催　舞台『そうなりたくて』主演。
2024年、イマーシブ・フォート東京　出演中。